# Time (Unix)
time — команда командного рядка в Unix-подібних операційних системах. Використовується для визначення тривалості виконання певної команди. 

## Використання
Команда time використовується таким чином:
```
time
 
[
опції
]
 
команда
 
[
аргументи
]

```

Наприклад:
```
time
 
ls

```

При цьому виконується команда, після завершення якої, time виводить на стандартний пристрій виводу статистичне повідомлення про використаний час при цьому запуску. До цього звіту входить:
- Реальний час виконання між викликом і завершенням
- Час CPU, який зайняв користувач (сума значень tms_utime і tms_cutime в структурі struct tms, яка повертається викликом times)
- Час CPU зайнятий системою (сума значень tms_stime і tms_cstime в структурі struct tms, яка повертається викликом times).

## Приклад
```
$
 
time
 
grep
 
-q
 
failed
 
/var/log/syslog
grep
 
-q
 
failed
 
/var/log/syslog
  
0
,01s
 
user
 
0
,03s
 
system
 
5
%
 
cpu
 
0
,620
 
total

```

## Параметри запуску
-p
Коли використовується локаль POSIX, використовується точний традиційний формат
```
real
 
%f
\n
user
 
%f
\n
sys
 
%f
\n

```

(З цифрами в секундах) де число розрядів у виведенні для %f не задається, але є достатнім для точного вираження часу і принаймні розрядів не менше одного.